# سیبوره
سیبوره (به فرانسوی: Ciboure) یک کمون در فرانسه است که در Canton of Hendaye واقع شده‌است.

## خصوصیات
سیبوره ۷ کیلومترمربع مساحت و ۶٬۴۶۶ نفر جمعیت دارد و ۸۰ متر بالاتر از سطح دریا واقع شده‌است.